# Krabčice
Krabčice (německy Krabschitz, původně Krabšice či snad Chrabrčice) jsou obec v okrese Litoměřice v Ústeckém kraji asi čtyři kilometry jihovýchodně od Roudnice nad Labem a zhruba kilometr severovýchodně od hory Říp. Kromě samotných Krabčic k obci patří vesnice Rovné a Vesce a dohromady v nich žije 951 obyvatel. V obci sídlí domov odpočinku ve stáří Diakonie Českobratrské církve evangelické. Součástí areálu domova pro seniory je tzv. Karafiátův dům, spojený se zdejším působením evangelického duchovního a spisovatele Jana Karafiáta, který v Krabčicích napsal knížku pro děti Broučci, vydanou v roce 1876.

## Historie
První písemná zmínka o obci pochází z roku 1226.

## Obyvatelstvo
| Rok            | 1869 | 1880 | 1890 | 1900 | 1910 | 1921 | 1930 | 1950 | 1961 | 1970 | 1980 | 1991 | 2001 | 2011 | 2021 |
| -------------- | ---- | ---- | ---- | ---- | ---- | ---- | ---- | ---- | ---- | ---- | ---- | ---- | ---- | ---- | ---- |
| Počet obyvatel | 238  | 276  | 307  | 311  | 362  | 405  | 433  | 337  | 362  | 336  | 319  | 358  | 403  | 403  | 436  |
| Počet domů     | 42   | 51   | 58   | 66   | 72   | 72   | 87   | 100  | 95   | 93   | 96   | 131  | 143  | 152  | 152  |

## Části obce
- Krabčice
- Rovné se sídlem obecního úřadu
- Vesce

## Doprava:
Na území obce není žádná železniční trať. Veřejnou dopravu zajišťují autobusové linky 467 (Roudnice n. Labem - Mělník - Mladá Boleslav, aut. st.) 4 spoje mimo pracovní dny, linka 617 (Roudnice n. Labem - Ledčice - Velvary - Slaný - Kladno, aut. st.) a linka DSÚK 635 v pracovní dny spojující Roudnici a Štětí mimořádně s Dubou na Českolipsku.

## Pamětihodnosti
- Evangelický kostel z roku 1885

## Osobnosti
- Adolf Vilém Straka (1825–1872), politický aktivista a profesor
- Jan Karafiát (1846 – 1929), českobratrský evangelický kněz a spisovatel

## Galerie

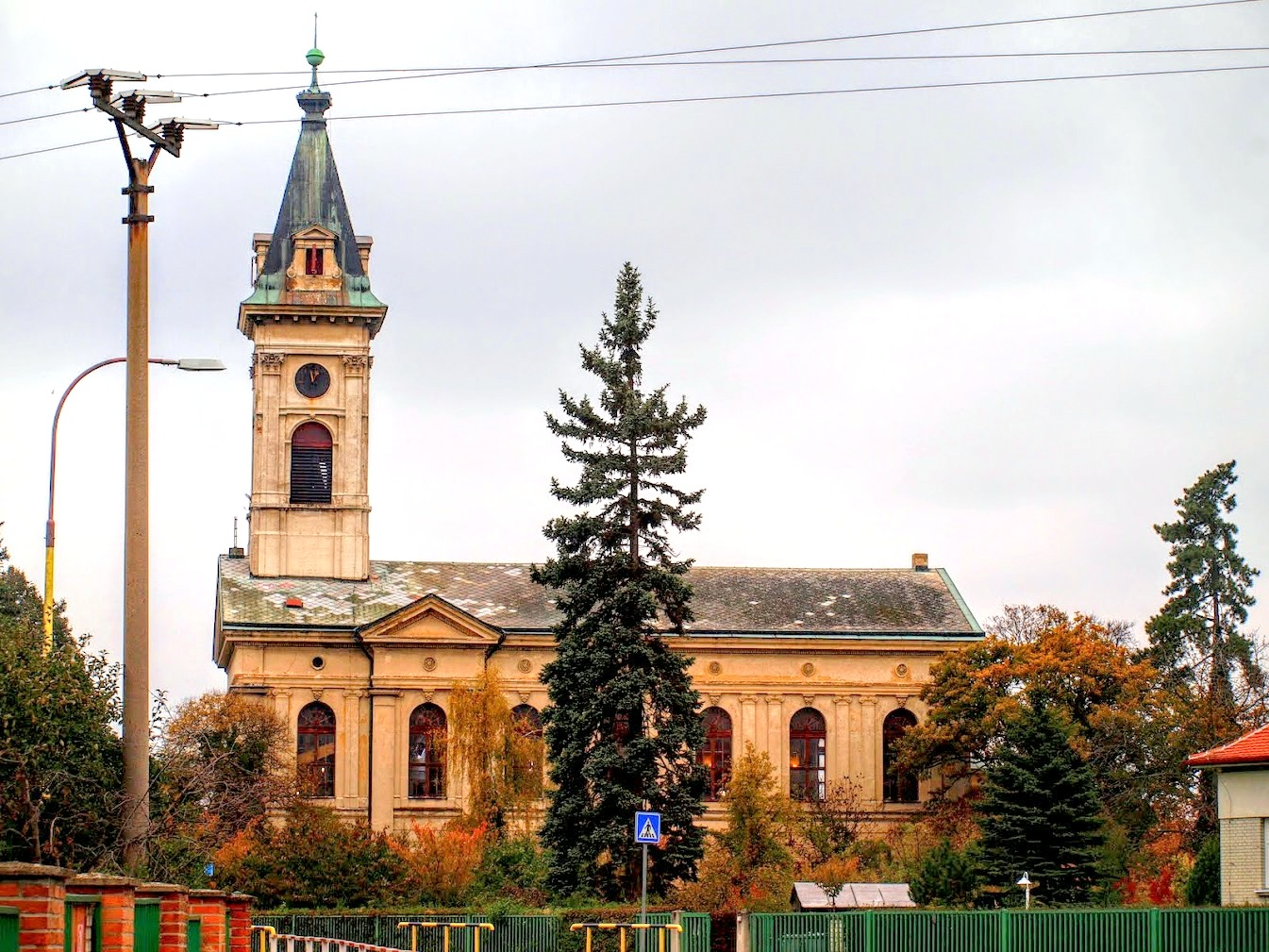
Evangelický kostel
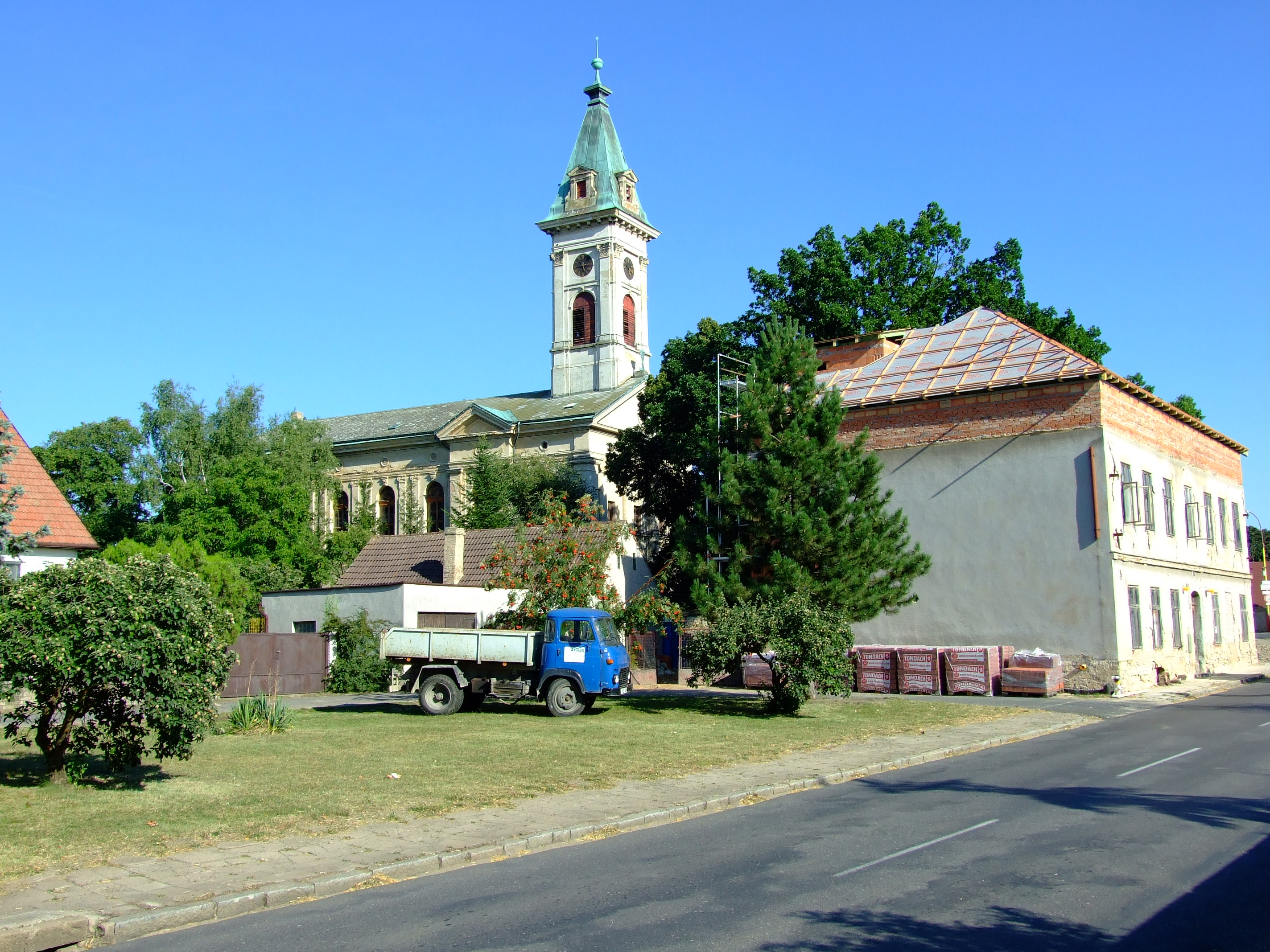
Hlavní ulice u kostela
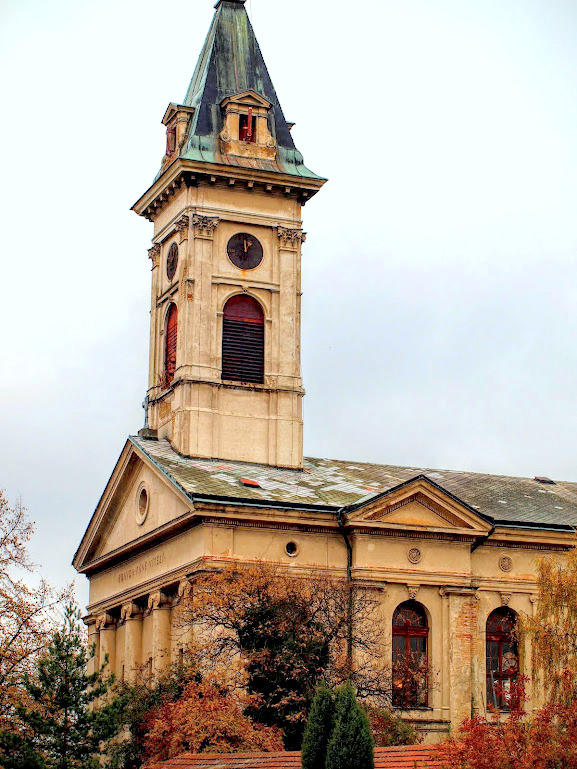
Věž evangelického kostela
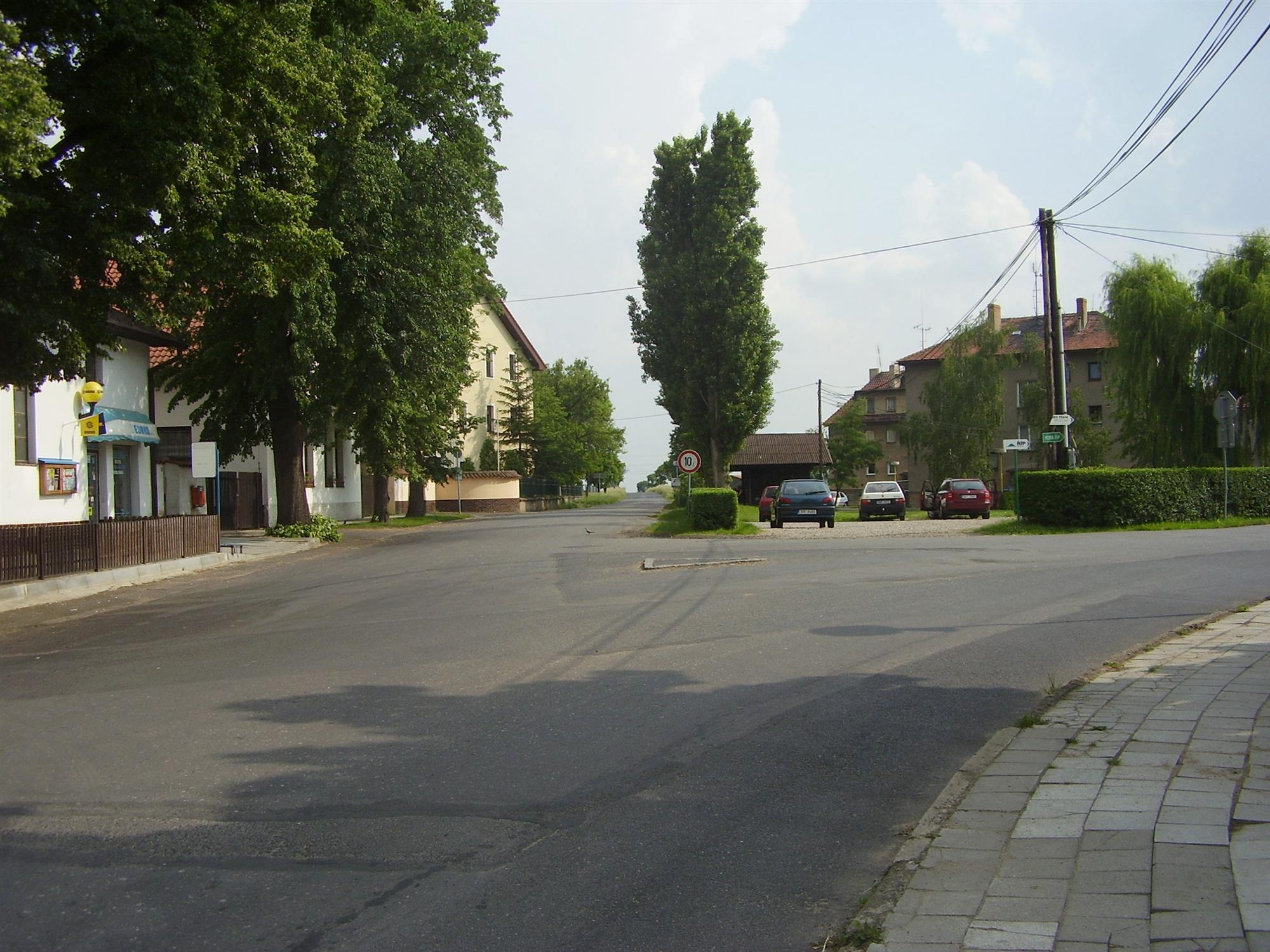
Křižovatka směrem k Ctiněvsi a k Řípu
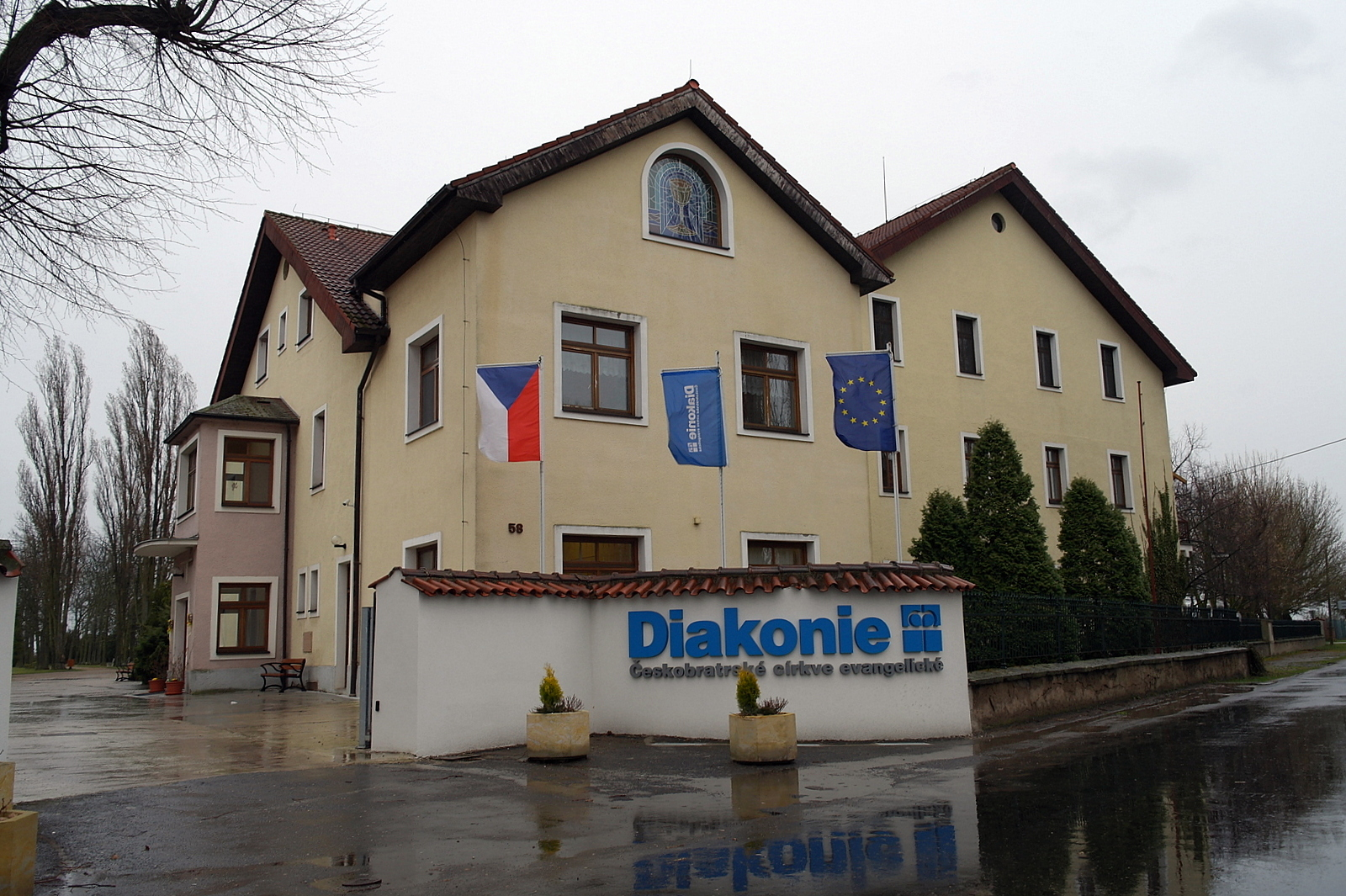
Domov odpočinku ve stáří Diakonie ČCE